# La meva germana Eileen
 La meva germana Eileen  (títol original en anglès: My Sister Eileen) és una pel·lícula dels Estats Units de Richard Quine estrenada el 1955 amb Janet Leigh i Jack Lemmon. Ha estat doblada al català.

## Argument
La meva germana Eileen  és un remake musical en Technicolor de la comèdia de 1942 del mateix nom. No és, tanmateix, la versió cinematogràfica del musical de Broadway de 1949 Wonderful Town, que es basava també en la pel·lícula de 1942. Adaptació dels relats curts de Ruth McKinney, la protagonitzen les actrius Betty Garrett, com l'escriptora Ruth Sherwood, i Janet Leigh com la seva germana Eileen. Des d'Ohio fins a Nova York, les noies troben un apartament en un soterrani, que sembla que sigui un lloc de reunió per a tots els personatges excèntric del Big Apple. Ruth intenta que li publiquin històries, però l'editor Bob Baker (Jack Lemmon) no li compra res fins que Ruth deixar de fer ficció i comença a escriure sobre les seves pròpies experiències.
Gran part d'aquelles experiències es basen en les malaventures de l'actriu Eileen, que té una traça estranya per atreure homes estranys—per no esmentar una pila sencera de problemes.

## Repartiment
- Janet Leigh: Eileen Sherwood
- Jack Lemmon: Robert 'Bob' Baker
- Betty Garrett: Ruth Sherwood
- Bob Fosse: Frank Lippincott
- Tommy Rall: Chick Clark
- Dick York: Ted Loomis
- Kurt Kasznar: Papa Appopolous
- Lucy Marlow: Helen
- Mara McAfee: Miss Stewart
- Adelle August: Secretària
- Queenie Smith: Alice
- Richard Deacon: Recepcionista
- Kathryn Crosby: